# Pons el Jove
Pons el Jove (vers 950 - vers 1026), es creu que fou el fill de Pons el Vell, l'avantpassat més llunyà de la senyoria dels Baus, a la Provença.
Es va casar amb Profecta, filla de Francesc I, cap de la poderosa i rica família de Marinhana. D'aquesta manera la família començava les seves aliances que la conduïren a ser una de les més poderoses de la zona.
El segon fill, Huc I dels Baus, heretà la senyoria.